# Leptodeira uribei
Leptodeira uribei är en ormart som beskrevs av Ramírez-Bautista och Smith 1992. Leptodeira uribei ingår i släktet Leptodeira och familjen snokar. Inga underarter finns listade i Catalogue of Life.
Denna orm förekommer i västra Mexiko med två från varandra skilda populationer, en i delstaten Jalisco och en i Guerrero. Den lever i ganska torra skogar som oftast är lövfällande. Honor lägger ägg.
Beståndet hotas regionalt av skogsröjningar. I utbredningsområdet ingår flera skyddszoner. IUCN listar arten som livskraftig (LC).